# Христо Турлаков
Христо Турлаков (роден на 20 март 1979 г. в град София) е български фигурист.
Той е многократен сребърен медалист при мъжете, като печели последния си сребърен медал на национално първенство през 2003 г. и бронзов през 2004 г. Най-доброто му класиране на европейско първенство е през 2003 г., където се нарежда на 21 място.
Състезавал се е и в категорията спортни двойки при юношите. През 1998 г. заема 19 място на световното юношеско първенство по фигурно пързаляне заедно с Ирина Младенова и 23-то през 1999 г. на световното юношеско първенство по фигурно пързаляне заедно с Анна Димова.